# Petrus Hofstede de Groot
Petrus Hofstede de Groot, né le 8 octobre 1802 et mort le 5 décembre 1886, est un pasteur et théologien réformé néerlandais du XIXe siècle, principal animateur, au sein de l'Église réformée néerlandaise, de l’école de pensée dite des « théologiens de Groningue ». Il est le premier à porter le nom de "Hofstede de Groot", un nom qui sera illustré par son petit-fils Cornelis Hofstede de Groot (1863-1930), historien de l’art et autorité sur la peinture du Siècle d'or néerlandais.

## Biographie

### Jeunesse et formation
Petrus Hofstede de Groot est né le 8 octobre 1802 à Leer en Frise orientale, dans une famille pieuse, calviniste orthodoxe avec un élément de piétisme. Son père, Cornelis Petrus de Groot, dont la famille descendait de réfugiés huguenots appelés Le Grand, était officier d'artillerie et très loyal à la famille d'Orange ; en 1795, il refuse de servir la République batave et s'exile à Leer, où il achète d'abord une quincaillerie, puis devint percepteur. Après cela, il est nommé percepteur général à Emden, après la révolution de 1813, il a été nommé percepteur général à Nieuwe Pekela et a finalement été nommé inspecteur à la Chambre de garantie à Groningue. Sa mère, Anna Geertruyda Hofstede, petite-nièce du célèbre pasteur orthodoxe de Rotterdam Peter Hofstede, tint à donner à son fils le même nom que le grand homme, espérant que le jeune Petrus deviendrait un soutien de l'église et du calvinisme orthodoxe, mais même si le jeune homme s’oriente bien vers la théologie, il s'écartera rapidement de cette orientation conservatrice : il est notamment critique, entre autres, de la doctrine de la double prédestination.
Après ses études secondaires à Groningue, il fut inscrit à la Hoogeschool (université) le 24 février 1819, où il étudia d'abord trois ans les lettres classiques, puis la théologie, mais, selon son propre récit, moins pour devenir pasteur que pour voir ce que le christianisme valait réellement. La ligne directrice qui prévalait alors dans l’Église réformée néerlandaise consistait à maintenir des formulations reflétant l'orthodoxie calviniste la plus pure tout en accommodant autant que possible ses enseignements avec le rationalisme en vogue à l'époque ; cette attitude ne pouvait pas satisfaire le jeune étudiant. Il voulut mettre toutes les doctrines de l'Église à l'épreuve des textes bibliques, et il se forgea auprès du professeur Muntinghe, la conviction qu'il y a un processus historique dans la Révélation. Il emprunta à Hugo de Groot (Grotius) l'idée du besoin d'une stricte exégèse des textes, indépendante de la doctrine ecclésiastique. Il en était si convaincu qu'il entreprit, alors qu'il était encore étudiant, de faire rééditer l’œuvre de ce dernier, les Adnotationes in Novum Testamentum, 9 volumes qui furent publiés de 1826 à 1834 à Groningue. Peu à peu, il en vint aussi à la conviction que l'essence du christianisme devait être recherchée davantage dans l'esprit et la vie que dans la doctrine ; à ce propos, Shepherd et Schiller exerçaient sur lui une influence importante. Mais c'est le professeur d'Utrecht Philip Willem van Heusde qui eut sur lui l'influence la plus profonde, par l'intermédiaire de son disciple et continuateur, Johannes Clarisse, qui fut le professeur de Hofstede de Groot à Groningue à partir de 1823, . Après avoir lu un extrait de l'Historia Philosophiae de van Heusde, de Groot écrivit : " Jamais aucun écrit n'a exercé sur moi une telle influence que ces quelques pages. J'ai vu, pour ne pas oublier pour ma vie ce qu'il y a de plus élevé sur terre, dont nous devons chercher la connaissance et les possessions : l'humanité ; ce que doit être l'histoire : l'histoire du développement de l'humanité en humanité et civilisation ; ce que la philosophie doit être : un effort pour une compréhension claire de toutes choses, pour que l'homme devienne plus humain."
En 1825, De Groot reçoit ses premières distinctions académiques : sa réponse à un concours organisé par le sénat académique d’Utrecht a reçu la médaille d'or et a été publié dans les Annales Academiae Trajectinae de cette année sous le titre : Disputatio qua epistola ad Hebraeos cum Paulinis epistolis comparatur. Il a ensuite réussi son examen de pasteur proposant le 10 mai 1826 et le 29 novembre de la même année, il met un point final à ses études en obtenant son doctorat en théologie. Le 10 décembre, il accepta le poste pastoral dans la paroisse d’Ulrum et c’est là, le 4 juin 1828, qu’il épouse Geertruida Agneta van Herwerden (décédée le 28 juin 1859), sœur de son ami C.H. van Herwerden, futur pasteur à Groningue.

### Début de carrière pastorale
De Groot n'a travaillé que quelques années à Ulrum, une congrégation dont certains membres tendaient vers la direction « confessionnelle », c’est-à-dire fidèle au synode de Dordrecht ; mais il exerçait une influence importante sur beaucoup par la prédication et l'éducation. Il dit lui-même : " Mes deux années de vie de pasteur sont devenues pour moi une deuxième université". En effet, le 25 septembre 1828, le professeur Johannes Clarisse, mourut, et de Groot fut appelé à lui succéder. Il prononce son sermon d’adieu à Ulrum le 26 avril 1829, cédant la place au pasteur Hendrik de Cock qui allait faire connaître et lui-même et Ulrum en déclenchant la séparation de 1834. Le 6 mai 1829, De Groot prit ses fonctions de professeur à Groningue et les occupera jusqu'à sa retraite le 8 octobre 1872.

### Fondation du cercle des théologiens de Groningue
Peu avant lui, le 20 février 1829, J.F. van Oordt, élève de Philip Willem van Heusde dont les idées étaient proches de celles de De Groot, avait succédé au professeur Tinga, puis le 16 novembre 1831, L.G. Pareau, formé par le même van Heusde, succédait au professeur Ypey à Groningue. Tous les vendredis soir étaient consacrés à des recherches communes, en particulier sur la Bible : " Là, ils élaboraient leurs idées théologiques et religieuses : c'est là qu'a été fondée l'École de Groningue. Ce cercle s'est peu à peu élargi et a réalisé l'idée de I. Busch Keizer, pasteur à Westerwijtwerd, de fonder une société théologique avec comme devise : " La Parole de Dieu est la vérité " (octobre 1835), société qui se mit à publier le journal Waarheid in Liefde ("la vérité dans l'amour"). Il a été publié de 1837 à 1872 et contient des contributions de Reitsma, Rutgers van der Loeff, Meyboom, Witkop, Coolhaas, Van der Woude, Douwes, Van Loon et Busch Keizer, entre autres, mais Hofstede de Groot était le membre le plus actif du personnel de rédaction pendant toutes ces années et a écrit environ 200 signatures et un petit nombre d'articles non signés dans celui-ci. Puis en 1840, un autre professeur également élève de Philip Willem Van Heusde, W. Muurling, est arrivé à Groningue en provenance de Franeker, il s'est joint à ses collègues comme un esprit analogue, et aussi dans ce cercle.

### Maturité, influence et polémiques
De 1840 à 1865, les théologiens de Groningue ont régné sans partage sur l'Église réformée néerlandaise à Groningue et exercé une grande influence au-delà. De Groot en est resté le leader incontesté. Son influence a été comparée à celle qu’a pu avoir Abraham Kuyper par la suite. Au Sénat académique, il était l'homme vers qui les gens se tournaient pour toutes sortes de questions, même en dehors du domaine de la théologie. Des étudiants d'autres facultés assistent à ses cours, lui et Pareau " c'est lui qui a complété ce qui manquait à l'enseignement philosophique à la faculté de lettres ". Mais son influence a été particulièrement grande en tant que prédicateur et enseignant : lors des soirées dans l'église Saint-Martin (Martinikerk), que lui et ses collègues organisaient, le bâtiment était complètement rempli avec un public attentif de tous les stands et cercles. De Groot n'était pas vraiment un grand orateur mais ses sermons généralement courts, dans un style simple et précis, étaient faciles à suivre, ce qui fait que ses idées pouvaient être comprises par tous, incitant chacun à agir avec diligence, même si la qualité théologique et philosophique en restait élevée. 
Malgré leurs succès, l'école de Groningue et Hofstede de Groot en particulier ont continué à susciter de l'opposition. Lors de la publication de la deuxième édition du Manuel sur la dogmatique et l'apologétique, écrit par De Groot et Pareau en 1845, Isaäc da Costa en a fait la critique, mais il a au passage déformé les idées des théologiens de Groningue de telle sorte que De Groot a dû répliquer ("Explication sur les rapports sur l'école Groninger Godgeleerde de I. da Costa", publié à Groningue en 1848). L'opposition du même camp s'est manifestée lors de son passage à La Haye en 1851 en tant que délégué au synode, le 6 juillet qu'il prêchait. La polémique, violente, le taxe de rien de moins que d'hérétique. Les libelles des deux camps connaissent de fortes diffusions. De Groot a par exemple écrit Een Woord aan de Hervormde Gemeente te's Gravenhage (Un mot à la paroisse réformée de La Haye), qui a connu huit éditions en 1851.

### Autres activités
L’activité professionnelle de Hofstede de Groot a été centrée sur l'enseignement scolaire. En 1833, il est nommé inspecteur des écoles, charge qu’il exerce zèle pendant 28 ans. L'aspect matériel et spirituel de l'enseignement a retenu son attention et il a toujours défendu "qu'il doit y avoir une éducation publique par le gouvernement et que cette éducation doit être généralement chrétienne avec un système scolaire israélite séparé. La loi scolaire de 1857, qui pour lui trahit le caractère éducatif chrétien de l'enseignement primaire, ne le satisfait pas et lorsqu’il livre le fond de sa pensée dans deux discours, en 1860 et 1861, très opposée à l'avis du gouvernement, on lui fait savoir que, s'il ne demandait pas sa démission, il serait révoqué. Il donne alors sa démission le 28 novembre 1861.
De Groot était aussi un homme d'action dans le domaine de la mission interne ; il fonda l'"Association des femmes" (Vrouwenvereeniging) à Groningue, puis l'"Institut pour les infirmières" (Gesticht voor Pleegzusters) et enfin un "refuge pour filles négligées" (Toevluchtsoord voor verwaarloosde meisjes). La mission extérieure a également trouvé en lui un chaleureux soutien et surtout il a exprimé sa satisfaction envers la Société missionnaire néerlandaise (Nederlandsch Zendeling Genootschap), dont il a été administrateur à partir de 1831. 
Son intérêt pour la peinture était très vif, surtout là où elle servait la culture religieuse : il tenait en particulier Ary Scheffer en haute estime et il lui dédia un livre (paru à Groningue en 1872), qui fut également publié en langue allemande à Berlin. De plus, il s'intéressait aussi à la connaissance de la nature, comme en témoignent ses Natuurbeschouwingen van een Evangeliedienaar ("Revues de la Nature par un serviteur de l'Évangile", Arnhem 1858). Il s'exprimait rarement dans le domaine politique ; ce n'est que lorsqu'il fut convaincu que les intérêts de l'éducation et de la religion étaient menacés en 1848 qu'il rédigea une brochure sur ce sujet intitulée "Que pouvons-nous attendre du projet de Constitution amendée en ce qui concerne la religion et l'éducation ?" (Groningue 1848).

### Fin de vie
Le docteur en théologie C.P. Hofstede de Groot, son seul fils, fut nommé professeur au lycée ecclésiastique (université) de Groningue en 1878, ce qui causa une grande joie à son père. Hélas ce fils décèdera en 1885. Affecté par cette perte, Petrus Hofstede de Groot décède paisiblement après plusieurs mois de maladie dans la nuit du 4 au 5 décembre 1886. 

## Famille
- Son frère aîné Dirk de Groot, était pasteur, exerçant principalement dans la province de Frise.
- De son mariage avec Geertruida Agneta van Herwerden (décédée le 28 juin 1859), Petrus Hofstede de Groot eut 3 filles et un fils.
- Son fils Cornelis Philippus Hofstede de Groot (1829-1884), déjà nommé, fut professeur de théologie à l'Université de Groningue.
- Fils du précédent, Cornelis Hofstede de Groot, historien de l’art et collectionneur néerlandais, spécialiste de la peinture du siècle d’or, et particulièrement de Rembrandt, a fait largement connaître le patronyme pluôt rare de "Hofstede de Groot" inauguré par son grand-père Petrus Hofstede de Groot.

## Jugement et postérité
Petrus Hofstede de Groot a été central dans l’Église réformée néerlandaise et, selon son premier biographe J. Offerhaus, son nom, surtout entre 1837 et 1845, "fut l'un des plus fréquemment mentionnés aux Pays-Bas, tenu en haute estime et admiration par beaucoup, et mais évoqué avec aversion et une peur non moins profondes par d'autres". Pour les libéraux de l'époque, il était "un porte-drapeau de la liberté et du progrès", pour les orthodoxes "l'incroyant par excellence". Plus tard, alors qu'il avait lui-même trouvé la paix pour la raison et le cœur "dans sa conception du christianisme, par la recherche et la réflexion, acquise par la lutte et la lutte, acquise dans la lutte et dans un système", beaucoup de ses anciens disciples ont pris d'autres chemins et, à mesure que la direction moderne gagnait du terrain, ses disciples sont de plus en plus absents. Ne s'identifiant pas du tout à cette direction, il rejoignit à nouveau le courant orthodoxe au sein de l'Église réformée, sans pour autant gagner leur confiance ; son influence diminua, et quand il mourut âgé, "son décès ne peina pas un très vaste cercle". Pourtant, "l'histoire de la vie religieuse de la partie protestante de notre peuple pendant les décennies médianes de ce (XIXe)siècle est pour une bonne part l'histoire de ses œuvres et de ses efforts".

## Distinctions
En 1847, il est fait Chevalier de l'Ordre du Lion néerlandais. 

## Œuvres
Petrus Hofstede de Groot rédigea d'importants travaux en latin, comme c'était la tradition universitaire aux Pays-Bas au XIXe siècle :
- Disputatio, qua ep. ad Hebraeos cum Paulin. epistolis comparatur (1826)
- Brevissimus Historiae Ecclesiae Christianae Conspectus (1832)
- Institutiones historiae ecclesiae (1835)
- Institutio theologise naturalis (1842)
- Encyclopaedia theologi christiani (1844)

Travailleur acharné, il écrivit aussi de très nombreux ouvrages en néerlandais traitant de théologie, d'histoire et de questions ecclésiales parmi lesquels :
- Voorlezingen over de geschiedenis der opvoeding des menschdoms door God tot op de komst van Jezus Christus (Conférences sur l'histoire de l'éducation de l'humanité par Dieu jusqu'à la venue de Jésus Christ), 2 tomes, édition Scholtens, Groningue, 1846, réédité en 1848 et 1849, puis en 1855.
- De zending in China, volgens Gützlaff (La Mission en Chine, selon Gützlaff), édition Scholtens, Groningue, 1850
- Een woord aan de Hervormde Gemeente te 's Gravenhage, over de Groninger godgeleerden, en hunne bestrijding in 'Den Nederlander'  (Un mot à la paroisse réformée de La Haye, sur les théologiens de Groningue et les attaques à leur endroit dans "Le Néerlandais") (1851)
- De Groninger Godgeleerden in hunne eigenaardigheid. Toespraak aan zijn vroegere en tegenwoordige leerlingen, na vervulde vijfentwintigjarige hoogleeraarsbediening ("Les théologiens de Groningen dans leur particularité. Discours à ses anciens et actuels élèves, après vingt-cinq ans d'enseignement supérieur")(1855)
- De zending, eene voortgaande openbaring van God. Redevoering uitgesproken in de algemeene vergadering van het Nederlandsche Zendelinggenootschap ("La mission, une révélation permanente de Dieu. Discours prononcé à l'assemblée générale de la Société néerlandaise des missions") (1860)
- Ary Scheffer (1872)
- De zending, eene wereldmacht ("La mission, une puissance mondiale", 1882, réédité en 1883).

## Sources
- (nl) J. Offerhaus Lzn., Levensbericht van Petrus Hofstede de Groot, Jaarboek van de Maatschappij der Nederlandse Letterkunde, 1887
- (nl) Jan Pieter de Bie & Jakob Loosjes, Biographisch woordenboek van protestantsche godgeleerden in Nederland (Dictionnaire biographique des ecclésiastiques protestants aux Pays-Bas), tome 3(1919-1931), article sur Petrus Hofstede de Groot, pp. 373-386 lire en ligne
- (nl) Vree J., Kerk, huis, school en staat. Leven, werk en vriendenkring van P. Hofstede de Groot (1844-1886) - 2017
- (nl) Klooster, R., Groninger Godgeleerdheid in Friesland 1830-1872 - 2001
- (nl) Molemaker, W., Vrede door het bloed des kruises. Petrus Hofstede de Groot en zijn relatie tot het Nederlandsch Zendeling Genootschap. Apeldoorn 1998
- (nl) Vree, J., Groninger Godgeleerden. De oorsprongen en de eerste periode van hun optreden (1820-1843), Kampen 1984